# Seznam medailistů na halovém mistrovství Evropy – trojskok
Trojskok je do programu halového mistrovství Evropy zařazen u mužů od prvních ročníků šampionátu, u žen počínaje rokem 1990. Vývoj výkonnosti nejlepších mužů kopíruje výkony dosažené na dráze, u žen výkonnost stagnuje.

## Muži
| Rok      | Místo         | Zlato               | Výkon vítěze | Stříbro               | Bronz               |
| -------- | ------------- | ------------------- | ------------ | --------------------- | ------------------- |
| HME 1970 | Vídeň         | Viktor Sanějev      | 16,95        | Jörg Drehmel          | Serban Ciochina     |
| HME 1971 | Sofie         | Viktor Sanějev      | 16,83        | Carol Corbu           | Gennadij Sawlewicz  |
| HME 1972 | Grenoble      | Viktor Sanějev      | 16,97        | Carol Corbu           | Walentin Szewczenko |
| HME 1973 | Rotterdam     | Carol Corbu         | 16,80        | Michał Joachimowski   | Michaił Bariban     |
| HME 1974 | Göteborg      | Michał Joachimowski | 17,03        | Michaił Bariban       | Bernard Lamitié     |
| HME 1975 | Katovice      | Viktor Sanějev      | 17,01        | Michał Joachimowski   | Gennadij Bessonow   |
| HME 1976 | Mnichov       | Viktor Sanějev      | 17,10        | Carol Corbu           | Bernard Lamitié     |
| HME 1977 | San Sebastián | Viktor Sanějev      | 16,65        | Jaak Uudmäe           | Bernard Lamitié     |
| HME 1978 | Milán         | Anatolij Piskulin   | 16,82        | Keith Connor          | Aleksander Jakowlew |
| HME 1979 | Vídeň         | Gennadij Valjukevič | 17,02        | Anatolij Piskulin     | Jaak Uudmäe         |
| HME 1980 | Sindelfingen  | Béla Bakosi         | 16,86        | Jaak Uudmäe           | Gennadij Kowtunow   |
| HME 1981 | Grenoble      | Šamil Abbjasov      | 17,30        | Klaus Kübler          | Aston Moore         |
| HME 1982 | Milán         | Béla Bakosi         | 17,13        | Gennadij Valjukevič   | Nikolaj Musijenko   |
| HME 1983 | Budapešť      | Nikolaj Musijenko   | 17,12        | Gennadij Valjukevič   | Béla Bakosi         |
| HME 1984 | Göteborg      | Grigorij Jemec      | 17,33        | Vlastimil Mařinec     | Béla Bakosi         |
| HME 1985 | Pireus        | Christo Markov      | 17,29        | Ján Čado              | Volker Mai          |
| HME 1986 | Madrid        | Māris Bružiks       | 17,54        | Vladimir Plechanov    | Béla Bakosi         |
| HME 1987 | Liévin        | Serge Hélan         | 17,15        | Christo Markov        | Nikolaj Musijenko   |
| HME 1988 | Budapešť      | Oleg Sakirkin       | 17,30        | Béla Bakosi           | Wasif Asadov        |
| HME 1989 | Haag          | Nikolaj Musijenko   | 17,29        | Volker Mai            | Milan Mikuláš       |
| HME 1990 | Glasgow       | Igor Lapšin         | 17,14        | Oleg Sakirkin         | Tord Henriksson     |
| HME 1992 | Janov         | Leonid Vološin      | 17,35        | Serge Hélan           | Wasilij Sokow       |
| HME 1994 | Paříž         | Leonid Vološin      | 17,44        | Děnis Kapustin        | Wasilij Sokow       |
| HME 1996 | Stockholm     | Māris Bružiks       | 16,97        | Francis Agyepong      | Armen Martirosyan   |
| HME 1998 | Valencie      | Jonathan Edwards    | 17,43        | Charles Friedek       | Serge Hélan         |
| HME 2000 | Gent          | Charles Friedek     | 17,28        | Rostisław Dymitrow    | Paolo Camossi       |
| HME 2002 | Vídeň         | Christian Olsson    | 17,54        | Marian Oprea          | Aleksander Gławacki |
| HME 2005 | Madrid        | Igor Spasovchodskij | 17,20        | Mykoła Sawołajnen     | Alexandr Petrenko   |
| HME 2007 | Birmingham    | Phillips Idowu      | 17,56        | Nathan Douglas        | Alexandr Sergejev   |
| HME 2009 | Turín         | Fabrizio Donato     | 17,59        | Viktor Jastrebov      | Igor Spasovchodskij |
| HME 2011 | Paříž         | Teddy Tamgho        | 17,92 - RHME | Fabrizio Donato       | Marian Oprea        |
| HME 2013 | Göteborg      | Daniele Greco       | 17,70        | Ruslan Samitov        | Alexej Fjodorov     |
| HME 2015 | Praha         | Nelson Évora        | 17,21        | Pablo Torrijos        | Marian Oprea        |
| HME 2017 | Bělehrad      | Nelson Évora        | 17,20        | Fabrizio Donato       | Max Hess            |
| HME 2019 | Glasgow       | Nazim Babayev       | 17,29        | Nelson Évora          | Max Hess            |
| HME 2021 | Toruň         | Pedro Pichardo      | 17,30        | Alexis Copello        | Max Hess            |
| HME 2023 | Istanbul      | Pedro Pichardo      | 17,60        | Nikolaos Andrikopulos | Max Hess            |
| HME 2025 | Apeldoorn     | Andy Díaz Hernández | 17,71        | Max Hess              | Andrea Dallavalle   |

## Ženy
| Rok      | Místo      | Zlato                 | Výkon vítěze | Stříbro                   | Bronz                     |
| -------- | ---------- | --------------------- | ------------ | ------------------------- | ------------------------- |
| HME 1990 | Glasgow    | Galina Čisťakovová    | 14,14        | Helga Radtkeová           | Ana Oliveira              |
| HME 1992 | Janov      | Inessa Kravecová      | 14,15        | Sofia Bożanowa            | Helga Radtkeová           |
| HME 1994 | Paříž      | Inna Lasovská         | 14,88        | Anna Birjukovová          | Sofia Božanova            |
| HME 1996 | Stockholm  | Iva Prandževová       | 14,54        | Šárka Kašpárková          | Olga Vasdekiová           |
| HME 1998 | Valencie   | Ashia Hansenová       | 15,16 - RHME | Šárka Kašpárková          | Jelena Lebeděnkovová      |
| HME 2000 | Gent       | Taťjana Lebeděvová    | 14,68        | Cristina Nicolau          | Iva Prandževová           |
| HME 2002 | Vídeň      | Tereza Marinovová     | 14,81        | Ashia Hansenová           | Jelena Olejnikovová       |
| HME 2005 | Madrid     | Viktoria Gurovová     | 14,74        | Magdelin Martinez         | Carlota Castrejanová      |
| HME 2007 | Birmingham | Carlota Castrejanová  | 14,64        | Olesia Bufałowa           | Theresa Nzole Meso        |
| HME 2009 | Turín      | Anastasija Taranovová | 14,68        | Marija Šestaková          | Dana Velďáková            |
| HME 2011 | Paříž      | Simona La Mantiaová   | 14,60        | Olesja Zabarová           | Dana Velďáková            |
| HME 2013 | Göteborg   | Olga Saladuchová      | 14,88        | Irina Gumenjuková         | Simona La Mantiaová       |
| HME 2015 | Praha      | Jekatěrina Koněvová   | 14,69        | Gabriela Petrovová        | Hanna Kňazevová           |
| HME 2017 | Bělehrad   | Kristin Gierischová   | 14,37        | Patrícia Mamonaová        | Paraskevi Papachristouová |
| HME 2019 | Glasgow    | Ana Peleteirová       | 14,73        | Paraskevi Papachristouová | Olga Saladuchová          |
| HME 2021 | Toruň      | Patrícia Mamonaová    | 14,53        | Ana Peleteirová           | Neele Eckhardtová         |
| HME 2023 | Istanbul   | Tugba Danismazová     | 14,31        | Dariya Derkachová         | Patrícia Mamonaová        |
| HME 2025 | Apeldoorn  | Ana Peleteirová       | 14,37        | Diana Ana Maria Ionová    | Senni Salminenová         |